# Метилон
Метилон (також відомий як MDMC, метилендиоксиметкатинон, bk-MDMA) — емпатогенний та психоактивний стимулюючий наркотик. Належить до похідних амфетаміну, катинону та метилендіоксифенетиламіну.
Метилон є аналогом MDMA та меткатинона. Єдиною структурною відмінністю щодо MDMA є заміна двох атомів гідрогену одним атомом оксигену у бета-позиції у фенілетиламіновій основі, що утворює групу кетону.
Метилон вперше синтезували хіміки Пейтон Джейкоб Третій та Олександр Шульгін у 1996 році як потенційний антидепресант.